# Bolebor
Bolebor – staropolskie imię męskie. Składa się z członu Bole- ("więcej") i -bor ("walka", "walczyć, zmagać się"). Imię to mogło oznaczać "tego, kto więcej walczy".
Bolebor imieniny obchodzi 25 lutego.
Osoby noszące to imię :
- Bolebor – opat tyniecki (ok. 1247–1259)